# Đội tuyển bóng đá quốc gia Tây Ban Nha
Đội tuyển bóng đá quốc gia Tây Ban Nha (tiếng Tây Ban Nha: Selección de fútbol de España) là đội tuyển của Liên đoàn bóng đá Hoàng gia Tây Ban Nha và đại diện cho Tây Ban Nha trên bình diện quốc tế chính thức kể từ năm 1920 bắt đầu bằng trận đấu với Đan Mạch. Tây Ban Nha có những biệt danh như La Roja ("Đội Quân Màu Đỏ"), La Furia Roja ("Cơn Thịnh Nộ Màu Đỏ"), La Furia Española ("Cơn Thịnh Nộ Của Tây Ban Nha") hay đơn giản là La Furia ("Cơn Thịnh Nộ"). Tây Ban Nha trở thành thành viên chính thức của FIFA vào năm 1904 nhưng Liên đoàn bóng đá Hoàng gia Tây Ban Nha lại được thành lập vào năm 1909. 
Tây Ban Nha nằm trong số 8 đội tuyển từng vô địch thế giới, ghi dấu ấn với ba danh hiệu giành được ở World Cup 2010, Euro 2008 và 2012, viết nên trang sử độc nhất vô nhị đó là vô địch ba giải đấu lớn liên tiếp. Tây Ban Nha cũng đang nắm giữ kỷ lục 4 chức vô địch châu Âu sau khi lên ngôi tại Euro 2024. Tây Ban Nha cũng từng giữ kỷ lục có số trận bất bại liên tiếp nhiều nhất thế giới với 35 trận kéo dài trong gần 3 năm (đến khi đội tuyển Ý phá vỡ kỉ lục vào năm 2021 với 37 trận bất bại) và liên tục nhận giải thưởng "Đội bóng của năm" trong cả 6 năm hoàng kim từ 2008 đến 2013. Đội đã tham dự 16 trong tổng số 22 lần tổ chức Giải vô địch bóng đá thế giới (liên tục kể từ năm 1978) và 12 trong tổng số 17 lần tổ chức Giải vô địch bóng đá châu Âu.

## Lịch sử

### Những năm đầu
Đội tuyển bóng đá quốc gia Tây Ban Nha được thành lập vào năm 1920, đại diện cho Tây Ban Nha tham dự Thế vận hội Mùa hè tổ chức tại Bỉ trong năm đó.
Tây Ban Nha có trận đấu đầu tiên vào ngày 29 tháng 8 năm 1920 đấu với Đội tuyển Đan Mạch. Trận đấu kết thúc với chiến thắng 1–0 cho Tây Ban Nha. Ở trận đấu tiếp theo, Tây Ban Nha không thể giành chiến thắng khi để thua Bỉ 1–3.
Những cuộc nội chiến và Chiến tranh thế giới lần thứ hai làm Tây Ban Nha không thể chơi 1 trận đấu nào tại World Cup 1934 và World Cup 1950.

### Euro 1964
Tây Ban Nha có danh hiệu đầu tiên khi đánh bại Hungary 2–1 để tiến tới trận chung kết và thi đấu với Liên Xô. Tây Ban Nha tiếp tục giành chiến thắng 2–1 để có danh hiệu lớn đầu tiên sau 44 năm.

### World Cup 1982
Năm 1976, Tây Ban Nha được chọn là chủ nhà của World Cup 1982, được kỳ vọng rất cao nhưng Tây Ban Nha chỉ vào được tới vòng 2.

### Euro 1984
Cựu huấn luyện viên Real Madrid Miguel Muñoz, người đã dẫn dắt Tây Ban Nha trong năm 1969, trở lại và huấn luyện tuyển. Vòng loại Euro 1984 thì Tây Ban Nha nằm ở bảng 7 cùng với Hà Lan, Ireland, Iceland và Malta. Trong trận đấu cuối cùng, Tây Ban Nha cần thắng ít nhất trên 11 bàn để có thể vượt qua Hà Lan ở vị trí dẫn đầu. Sau khi dẫn 3–1. ở hiệp 1, hiệp 2 Tây Ban Nha ghi thêm 9 bàn thắng biến tỉ số thành 12–1, dẫn đầu nhóm để tới vòng chung kết. Tại vòng chung kết, Tây Ban Nha nằm ở bảng B cùng với Romania, Bồ Đào Nha và Tây Đức, sau hai trận hòa 1–1, Tây Ban Nha thắng 1–0 trước Tây Đức ở trận đấu cuối cùng để đứng đầu bảng B. Bán kết họ gặp Đan Mạch, hòa 1–1 và thắng 5–4 trên chấm penalty. Sau đó Tây Ban Nha đã bị Pháp đánh bại 2–0 ở chung kết và để tuột mất chức vô địch.

### Euro 2000 và World Cup 2002
Sau khi thất bại ở trận đấu đầu tiên của vòng loại Euro 2000 (thua Síp 2-3), Liên đoàn bóng đá Hoàng gia Tây Ban Nha quyết định sa thải huấn luyện viên Javier Clemente, José Antonio Camacho lên thay. Tây Ban Nha thắng những trận còn lại của vòng bảng. Nhưng thất bại ở tứ kết khi để thua Pháp 2-1 và chấp nhận dừng bước.
Vòng loại World Cup 2002 diễn ra đúng như mong đợi,đứng đầu bảng đấu có rất nhiều đối thủ mạnh. Tại VCK World Cup, Tây Ban Nha đứng đầu bảng B với ba trận toàn thắng. Ở vòng tứ kết thì Tây Ban Nha đối đầu với Hàn Quốc và để thua trên chấm luân lưu.

### Euro 2004
Euro 2004 diễn ra tại Bồ Đào Nha. Tây Ban Nha rơi vào bảng A với Bồ Đào Nha, Nga và Hy Lạp. Họ đánh bại Nga 1–0, hòa Hy Lạp 1–1 nhưng lại thất bại trước Bồ Đào Nha và không đủ điểm để vượt qua vòng bảng. Iñaki Sáez bị sa thải 1 tuần sau đó và Luis Aragones lên thay.

### World Cup 2006, Thế hệ vàng 2007 và Euro 2008
Tại World Cup 2006 tổ chức tại Đức, Tây Ban Nha lọt vào bảng H và xuất sắc thắng tất cả các trận đấu nhưng lại thất bại trước Pháp 1–3 tại vòng 2. Họ được an ủi bằng giải thưởng Fair-play (chia sẻ cùng Brazil).
Sau khi bị loại khỏi giải, Luis Aragonés nhận ra đội bóng không có đủ thể lực và tranh chấp không quyết liệt để gây khó khăn cho đối thủ, họ bắt đầu tập trung nghiên cứu Tiki-Taka, chiến thuật sử dụng các đường chuyền ngắn, nâng cao tỉ lệ kiểm soát bóng.

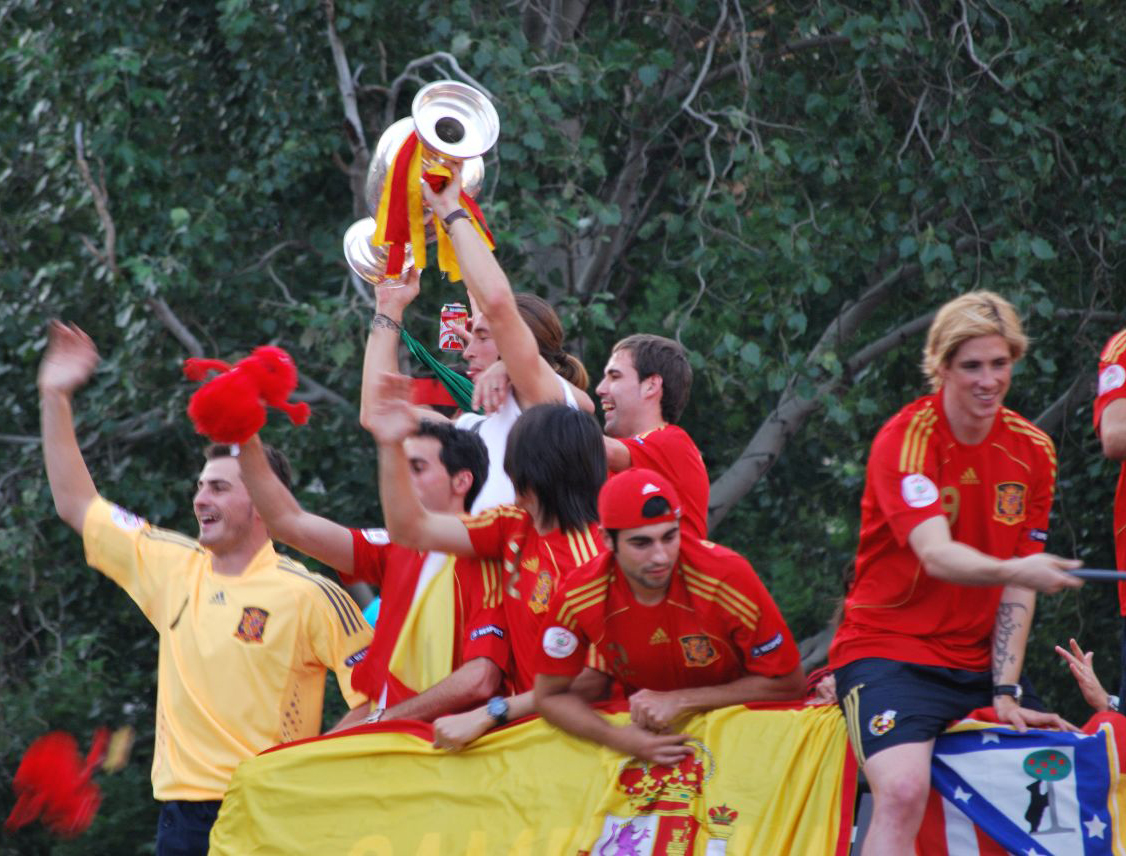
Các cầu thủ Tây Ban Nha ăn mừng chức vô địch Euro 2008 tại Madrid.

Vòng loại Euro 2008, Tây Ban Nha rơi vào bảng F, đứng đầu bảng với 28 trên 36 điểm có thể giành được. Tại lễ bốc thăm cho vòng chung kết, đội rơi vòng bảng D, có trận đấu mở màn với Nga và giành chiến thắng thuyết phục với tỉ số 4–1. Trong trận đấu thứ hai với Thụy Điển, Tây Ban Nha sớm mở tỉ số ở phút thứ 15 nhờ công của Fernando Torres. Bị thủng lưới sớm, Thụy Điển dồn lên tấn công. Phút thứ 34, Zlatan Ibrahimovic san bằng tỉ số 1–1 với pha lừa bóng rồi tung ra cú sút quyết đoán. Thế trận sau đó diễn ra khá bế tắc, nhưng vào phút bù giờ cuối cùng, sau pha phản công nhanh, David Villa ghi bàn ấn định tỉ số 2–1, giúp Tây Ban Nha đoạt vé sớm vào tứ kết. Trận đấu còn lại Tây Ban Nha thắng nhà đương kim vô địch Hy Lạp 2–1, giành điểm tối đa sau 3 trận đấu. Đương kim vô địch thế giới lúc đó, Ý, là đối thủ của họ trong trận tứ kết. Hai đội chơi giằng co và 120 phút kết thúc với tỷ số 0–0, buộc cả hai phải phân định thắng thua trên chấm phạt đền. Tây Ban Nha chiến thắng ở loạt luân lưu với tỉ số 4-2. Trong loạt sút luân lưu, ngoại trừ Guiza không thắng được Buffon ở loạt sút thứ tư, Tây Ban Nha đã thực hiện thành công cả bốn quả luân lưu còn lại bằng những cú sút lạnh lùng quyết đoán của Villa, Santi Cazorla, Senna rồi Fabregas. Nhưng công lớn nhất phải thuộc về thủ môn Iker Casillas. Trong một ngày thi đấu xuất thần, anh đã phán đoán chuẩn xác, đổ người từ chối các pha dứt điểm của Daniele De Rossi ở loạt sút thứ hai rồi Antonio Di Natale ở loạt sút thứ tư. Tây Ban Nha gặp lại Nga tại bán kết và cũng đánh bại họ một lần nữa với chiến thắng 3-0, qua đó lọt vào chung kết gặp Đức.
Trận chung kết tại Sân vận động Ernst Happel, Viên. Tây Ban Nha đánh bại Đức 1-0 với bàn thắng duy nhất của Fernando Torres ở phút thứ 33. Đây là danh hiệu lớn đầu tiên của Tây Ban Nha kể từ năm 1964. Tây Ban Nha cũng là đội ghi được nhiều bàn nhất với 12 bàn thắng, David Villa giành danh hiệu vua phá lưới, Xavi được bầu chọn là cầu thủ hay nhất giải, và có tới chín cầu thủ của Tây Ban Nha được chọn vào đội hình tiêu biểu của giải.

### Cúp Liên đoàn các châu lục 2009
Luis Aragonés đã quyết định ra đi trong vinh quang sau khi giành chức vô địch Euro 2008, người lên thay là Vicente del Bosque.
Năm 2008, David Villa ghi được 16 bàn sau 15 trận cho đội tuyển, phá vỡ kỷ lục của Raúl. Ngày 11 tháng 2 năm 2009, anh tiếp tục lập kỷ lục với bàn thắng vào lưới Đội tuyển Anh, trở thành cầu thủ Tây Ban Nha đầu tiên ghi bàn trong sáu trận liên tiếp.
Tây Ban Nha thắng cả ba trận vòng bảng của Confederation Cup 2009. Trong trận thắng New Zealand 5-0, Torres cũng lập kỷ lục khi lập cú hat-trick nhanh nhất lịch sử. Hai trận đấu còn lại, Tây Ban Nha thắng Iraq 1-0 và thắng Nam Phi 2-0.
Ngày 24 tháng 6 năm 2009, kỉ lục bất bại 35 trận liên tiếp của Tây Ban Nha bị phá vỡ khi họ để thua Mỹ 0-2 ở bán kết. Tây Ban Nha sau đó đánh bại Nam Phi 3-2 sau hiệp phụ tại trận tranh giải ba để đoạt huy chương đồng.

### World Cup 2010: Lần đầu lên đỉnh thế giới
Xem thêm:Giải vô địch bóng đá thế giới 2010, Trận chung kết Giải vô địch bóng đá thế giới 2010

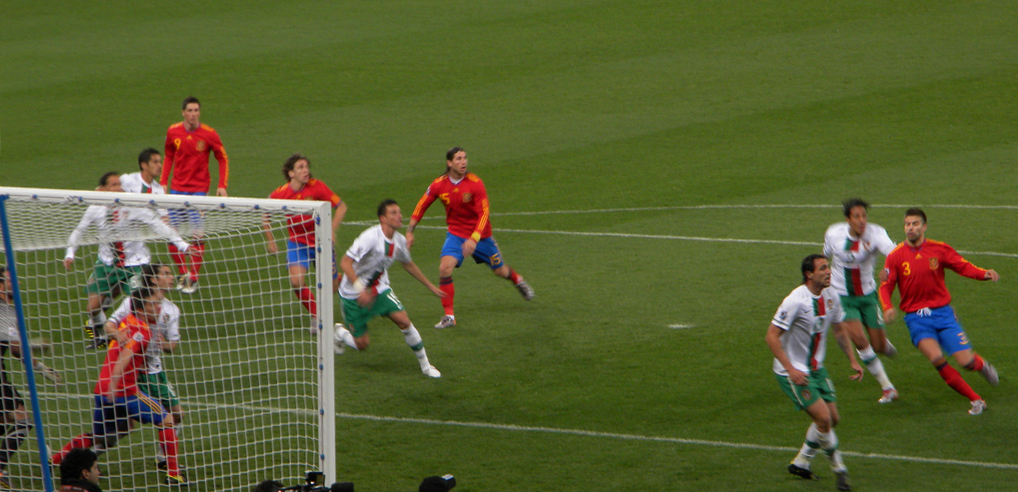
Tình huống đá phạt góc của Tây Ban Nha trong trận đấu với Bồ Đào Nha tại vòng knock-out World Cup 2010.

Tại World Cup 2010, Tây Ban Nha nằm ở bảng H cùng với Thụy Sĩ, Honduras và Chile. Tây Ban Nha bất ngờ thua 0-1 trong trận mở màn với Thụy Sĩ. Ở trận đấu thứ hai, họ đánh bại Honduras với hai bàn thắng của David Villa. Trận đấu cuối cùng của vòng bảng, vào ngày 25 tháng 6, với Chile kết thúc với chiến thắng 2-1 cho Tây Ban Nha. Đội giành quyền vào vòng knock-out với ngôi đầu, thắng Bồ Đào Nha 1-0 ở vòng 1/8. Ở tứ kết, đội tiếp tục thắng Paraguay 1-0 để giành quyền vào bán kết.
Tây Ban Nha lần đầu tiên vào đến một trận chung kết World Cup sau khi đánh bại Đức 1-0 ở bán kết với bàn thắng duy nhất tới từ cú đánh đầu của Carles Puyol.
Trận chung kết với Hà Lan diễn ra không bàn thắng trong suốt 90 phút, buộc hai đội phải bước vào hiệp phụ. Andrés Iniesta ghi bàn thắng duy nhất của trận đấu từ đường kiến tạo của Cesc Fàbregas ở phút thứ 116 tại hiệp phụ thứ 2. Qua đó, đội bóng đã giành chức vô địch World Cup lần đầu tiên trong lịch sử.
Tây Ban Nha cũng giành được giải thưởng Fair play của FIFA ngoài ra một số cầu thủ trong đội hình cũng có danh hiệu. Thủ môn Iker Casillas giành danh hiệu Găng tay vàng, David Villa giành Quả bóng đồng và chiếc giày bạc.

### Đường tới vinh quang Euro 2012: Nhà vô địch châu Âu lần thứ 3

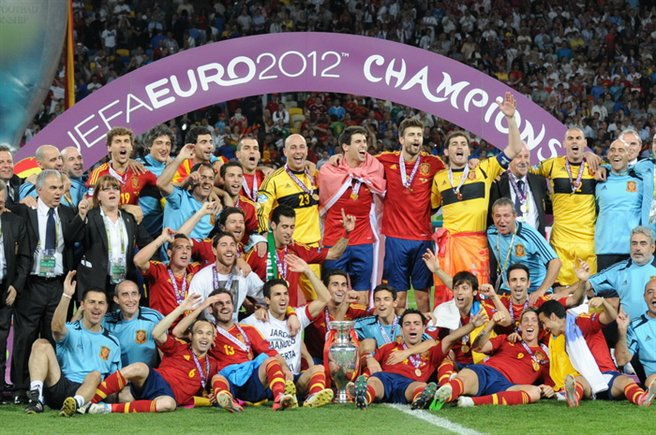
Các cầu thủ Tây Ban Nha sau khi vô địch Euro 2012.

Ở vòng loại Euro 2012, Tây Ban Nha nằm ở bảng I với tỉ lệ chiến thắng 100%. Họ đánh bại CH Séc, Scotland, Litva và Liechtenstein để tiến vào vòng chung kết.

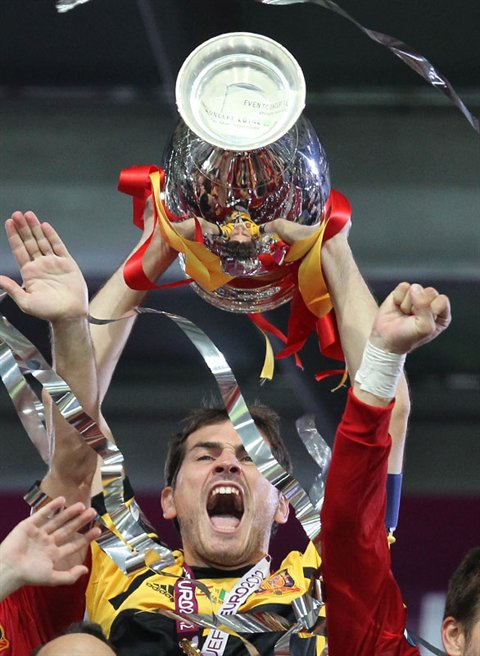
Đội trưởng Iker Casillas ăn mừng chức vô địch Euro 2012

Ở vòng chung kết, Tây Ban Nha nằm ở bảng C cùng với Ý, Croatia và Cộng hòa Ireland. Trận mở màn với Ý diễn ra vào ngày 10 tháng 6 năm 2012. Ý vượt lên dẫn trước ở phút thứ 61, sau tình huống tấn công chớp nhoáng. Pirlo tung ra đường chuyền chính xác để tiền đạo vào thay người Antonio Di Natale dứt điểm hiểm hóc mở tỉ số của trận đấu. Những phút sau đó, Tây Ban Nha tìm lại được thế trận, và họ đã có bàn gỡ nhờ công của Cesc Fàbregas nhưng đó cũng là tất cả những gì họ làm được. Hai đội buộc phải chia điểm sauu trận mở màn.
Trận đấu tiếp theo với Cộng hòa Ireland vào ngày 14 tháng 6, tiền đạo của Chelsea Fernando Torres lập cú đúp, hai bàn thắng còn lại của David Silva và Cesc Fàbregas giúp Tây Ban Nha đại thắng 4-0. Trận đấu cuối cùng của vòng bảng với Croatia vào ngày 18 tháng 6 khó khăn hơn các trận đấu khác, vì Croatia đã có những cơ hội ghi bàn khá rõ rệt. Khi trận đấu dần đi đến hồi kết, phút thứ 88, Jesús Navas ghi bàn thắng duy nhất của trận đấu, giúp Tây Ban Nha tiến tới tứ kết với ngôi đầu bảng.
Tây Ban Nha đối đầu với Pháp ở tứ kết vào ngày 23 tháng 6 năm 2012. Đội mở tỷ số trận đấu, với cú đánh đầu của Xabi Alonso. Họ hoàn tất chiến thắng khi Pedro bị phạm lỗi trong vòng cấm địa, và Alonso ghi bàn từ chấm penalty giúp Tây Ban Nha thắng chung cuộc 2-0. Đây cũng là trận đấu mà Xabi Alonso đánh dấu cột mốc 100 trận của anh cho tuyển .
Ở bán kết, Tây Ban Nha gặp Bồ Đào Nha, đội đã đánh bại Cộng hòa Czech ở tứ kết với bàn thắng muộn của Cristiano Ronaldo. Bồ Đào Nha ép sân ngay từ những phút đầu, tạo ra nhiều cơ hội nhưng không thể chuyển hóa thành bàn thắng. Tây Ban Nha vẫn bình tĩnh phòng ngự buộc trận đấu phải đi vào loạt sút luân lưu. Bước ngoặc đã đến khi Bruno Alves sút hỏng quả penalty thứ 4 giúp Tây Ban Nha giành chiến thắng 4-2 trên chấm luân lưu, khiến Ronaldo không có cơ hội sút quả luân lưu cuối cùng. Đây đã là trận chung kết Euro thứ tư của Tây Ban Nha, lần trước vào các năm 1964, 1984 và 2008. Họ sẽ tái ngộ Ý ở chung kết.
Trong trận chung kết Euro 2012, Tây Ban Nha giành chức vô địch thuyết phục khi ghi bốn bàn thắng vào lưới Ý. Trong hiệp 1, họ nhanh chóng kiểm soát thế trận với hai bàn thắng ở phút thứ 14 do công của David Silva và phút 41 của Jordi Alba. Sang hiệp hai, Ý sử dụng lượt thay người cuối cùng của mình bằng việc thay Antonio Di Natale bằng Thiago Motta. Tuy nhiên, ngay sau khi vào sân, Motta đã bị chấn thương gân kheo và không thể tiếp tục thi đấu. Vì đã hết quyền thay người, Ý chỉ còn thi đấu với 10 cầu thủ. Tây Ban Nha ghi thêm hai bàn thắng ở cuối hiệp 2, nhờ công của hai ngôi sao đang chơi cho Chelsea Fernando Torres và Juan Mata ở phút thứ 84 và 88, giúp Tây Ban Nha vô địch Euro 2012 lần thứ hai liên tiếp. Đây cũng là danh hiệu thứ 3 liên tiếp của họ sau (Euro 2008 và World Cup 2010). Fernando Torres kết thúc giải với 3 bàn thắng và nhận danh hiệu vua phá lưới.
Tây Ban Nha cũng lập nên một vài kỷ lục sau chức vô địch:
- Tây Ban Nha trở thành đội bóng đầu tiên vô địch ba giải đấu lớn liên tiếp (Euro 2008, World Cup 2010 và Euro 2012)
- Trận Chung kết Euro 2012 có cách biệt lớn nhất (4-0) nhiều hơn 1 bàn so với trận chung kết năm 1972 (Tây Đức 3-0 Liên Xô)
- Tây Ban Nha trở thành đội bóng thành công nhất lịch sử Euro, cùng với đội tuyển Đức (ba danh hiệu vô địch)
- Tây Ban Nha trở thành đội có hiệu số bàn thắng lớn nhất lịch sử một kỳ Euro, 12-1.

### Cúp Liên đoàn các châu lục 2013
Tây Ban Nha bắt đầu chiến dịch Confederation Cup 2013 bằng trận thắng 2-1 trước Uruguay, trận đấu mà Tây Ban Nha kiểm soát hoàn toàn thế trận, tung ra 9 cú sút trúng đích, trong khi Uruguay chỉ có 1 và cũng là cú sút mang lại bàn thắng của Luis Suárez. Trong trận đấu thứ hai của vòng bảng gặp đại diện châu Đại Dương Tahiti, Tây Ban Nha đã phá kỷ lục về trận thắng đậm nhất ở một giải đấu FIFA với chiến thắng hủy diệt 10-0, nhờ cú poker của Fernando Torres và hat-trick của David Villa. Trận đấu cuối cùng họ ở vòng bảng là trận thắng Nigeria 3-0, qua đó hoàn tất vòng bảng với ba trận toàn thắng.
Trong trận bán kết với Đội tuyển Ý, Tây Ban Nha bị cầm hòa 0-0 trong cả thời gian đá chính và hiệp phụ. Đội đã thắng 7-6 trên chấm penalty khi Jesús Navas thực hiện thành công còn Bonucci đá hỏng, giúp Tây Ban Nha tiến tới trận chung kết Confederation Cup đầu tiên. Tuy nhiên, đội thất bại trong việc thâu tóm danh hiệu FIFA cuối cùng còn thiếu trong bảng thành tích của mình, khi thua chủ nhà Brazil 0-3. Họ được an ủi với danh hiệu chiếc giày vàng cho Fernando Torres.

### Giải vô địch bóng đá thế giới 2014
Tại giải đấu này, với tư cách đương kim vô địch, Tây Ban Nha được đánh giá là một trong những ứng cử viên của chức vô địch. Đội được bốc thăm vào một bảng đấu được đánh giá khó nhằn khi tái ngộ Hà Lan (đội thua chính họ ở chung kết World Cup 4 năm trước đó), Chile và Úc. Trận đấu đầu tiên của họ tái hiện trận chung kết World Cup 2010. Tây Ban Nha dẫn trước nhờ cú sút phạt đền thành công của Xabi Alonso, nhưng Hà Lan mới chứng tỏ họ là đội mạnh hơn. Tây Ban Nha mất khả năng điều khiển trận đấu và thất bại với tỉ số bất ngờ 1-5. Trong trận tiếp theo gặp Chile, Tây Ban Nha buộc phải thắng để duy trì hi vọng đi tiếp, nhưng tiếp tục thua 0-2 Với hai trận thua liên tiếp, Tây Ban Nha trở thành một trong những đội đầu tiên bị loại khỏi giải này và gia nhập vào danh sách những nhà đương kim vô địch thế giới bị chính thức loại ở vòng bảng World Cup cùng với Brasil năm 1966, Pháp năm 2002 và Ý năm 2010 (Ý cũng bị loại từ vòng bảng World Cup 1950). Ở trận đấu cuối cùng mang tính thủ tục, Tây Ban Nha thắng Úc với tỉ số 3-0 để kết thúc giải ở vị trí thứ ba bảng đấu.

### Giải vô địch bóng đá châu Âu 2016
Tây Ban Nha đến với Euro 2016 với mục tiêu là để bảo vệ thành công ngôi vô địch. Ở giải đấu này, Tây Ban Nha nằm cùng bảng với các đội Thổ Nhĩ Kỳ, Cộng hòa Séc và Croatia; kết thúc vòng bảng, Tây Ban Nha xếp thứ hai sau Croatia, lọt vào vòng 16 đội nhưng thất bại chung cuộc trước Ý. Sau Euro 2016, huấn luyện viên Vicente del Bosque giã từ sự nghiệp huấn luyện.

### Giải vô địch bóng đá thế giới 2018
Tây Ban Nha mở màn World Cup 2018 với trận hòa 3-3 trước Bồ Đào Nha, đây là trận đấu TBN có 3 bàn thắng của Diego Costa và Nacho Fernández còn BĐN là hattrick của Cristiano Ronaldo. Trận đấu thứ hai, Tây Ban Nha dành chiến thắng 1-0 trước Iran với bàn thắng của Diego Costa. Lượt trận thứ 3, TBN hòa 2-2 Maroc bằng các bàn thắng của Isco, Iago Aspas để có ngôi đầu bảng. Bước vào vòng 16 đội, Tây Ban Nha gặp chủ nhà Nga, trận đấu mở màn bằng bàn phản lưới nhà của lão tướng Sergei Ignashevich bên phía Nga, phút 41 trận đấu  Gerard Piqué để bóng chạm tay vô duyên trong vòng cấm và Artem Dzyuba chớp lấy cơ hội để gỡ hòa. Hai đội kéo nhau vào penalty, tại đây Tây Ban Nha để thủ thành Igor Akinfeev cản phá 2 quả pen và thua với tỉ số 4-3 trên loạt đấu súng. Fernando Hierro cùng các học trò đã phải dừng bước đầy tiếc nuối.

## Phong cách thi đấu
Tiqui-Taca là lối chơi sử dụng các đường chuyền ngắn nhằm nâng cao tỉ lệ kiểm soát bóng. Sơ đồ chiến thuật lý tưởng cho Tiqui-Taca là 4-3-3, hay đôi khi có biến thể là 4-1-2-3 và 3-4-3. Bên cạnh đó, đi kèm phải là lối tấn công phối hợp nhóm và phòng ngự khu vực đạt độ ăn ý cao.
Tiqui-Taca là chuyền và chạy. Bóng được chuyền sệt, và chuyền liên tục từ cầu thủ này sang cầu thủ khác. Các cầu thủ không có bóng phải linh động di chuyển để đón bóng. Nhưng vì chỉ tăng tốc và di chuyển trong phạm vi ngắn nên cầu thủ mất sức không nhiều; ngược lại, đội đối phương nếu không thích nghi sẽ bị mất sức do đeo bám và dễ bị rối loạn đội hình.
Barcelona và Tây Ban Nha đã gây dựng một tiqui-taca gần như hoàn hảo và nó đang ngày càng phổ biến trên toàn thế giới. Tất cả các đội trẻ của Barcelona hiện giờ đều phải học đá và vận hành chiến thuật theo kiểu tiqui-taca.

## Logo và trang phục thi đấu
Logo chính thức của Đội tuyển Tây Ban Nha là hình Quốc huy với phía trên là số 1909 tương ứng với năm thành lập Liên đoàn, phía dưới là một dải băng in 4 chữ "RFEF" là viết tắt của Real Federación Española de Fútbol ("Liên đoàn Bóng đá Hoàng gia Tây Ban Nha" trong tiếng Tây Ban Nha) và một quả bóng ở giữa. Tại các kỳ World Cup, một ngôi sao vàng sẽ được in lên trên cùng, tượng trung cho một lần vô địch.
Trang phục thi đấu truyền thống của Đội tuyển Tây Ban Nha là áo màu đỏ, quần xanh đậm hoặc đen, tất đỏ hoặc đen hay xanh đậm. Trang phục thi đấu phụ hiện tại là màu áo trắng với hoa văn màu đỏ hoặc vàng, quần trắng và tất trắng. Đội cũng từng sử dụng màu áo thi đấu phụ là màu đen hay xanh da trời.
| 1920-21 | 1921-22 | 1922-24 | 1924-31 | 1931-36 | 1936-38 | 1938-45 |

| 1945-47 | 1947-59 | 1959-79 | 1959-79 (sân khách) | 1979-81 | 1981-83 | 1984-86 |

| 1984-86 (sân khách) | 1986-87 | 1986-87 (sân khách) | 1988-91 | 1988-91 (sân khách) | 1988-91 (thứ ba) | 1991-92 |

| 1992-94 | 1994-96 | 1994-96 (sân khách) | 1996-98 | 1998-2000 | 1998-2000 (sân khách) | 2000-02 |

| 2002-04 | 2004-06 | 2004-06 (sân khách) | 2006-08 | 2006-08 (sân khách) | 2008-09 | 2008-10 (sân khách) |

| 2009-10 | 2010-11 | 2010-11 (sân khách) | 2011-12 | 2011-12 (sân khách) |  | 2012-13 |  | 2012-14 (sân khách) |

| 2013-14 | 2014-15 | 2014-15 (sân khách) | 2015- | 2015- (sân khách) |

### Tài trợ trang phục
| Nhà tài trợ    | Thời gian |
| -------------- | --------- |
| Không rõ       | 1920-1981 |
| Adidas         | 1981-1983 |
| Le Coq Sportif | 1984-1992 |
| Adidas         | 1992-nay  |

## Thành tích tại các giải đấu

### Giải vô địch bóng đá thế giới

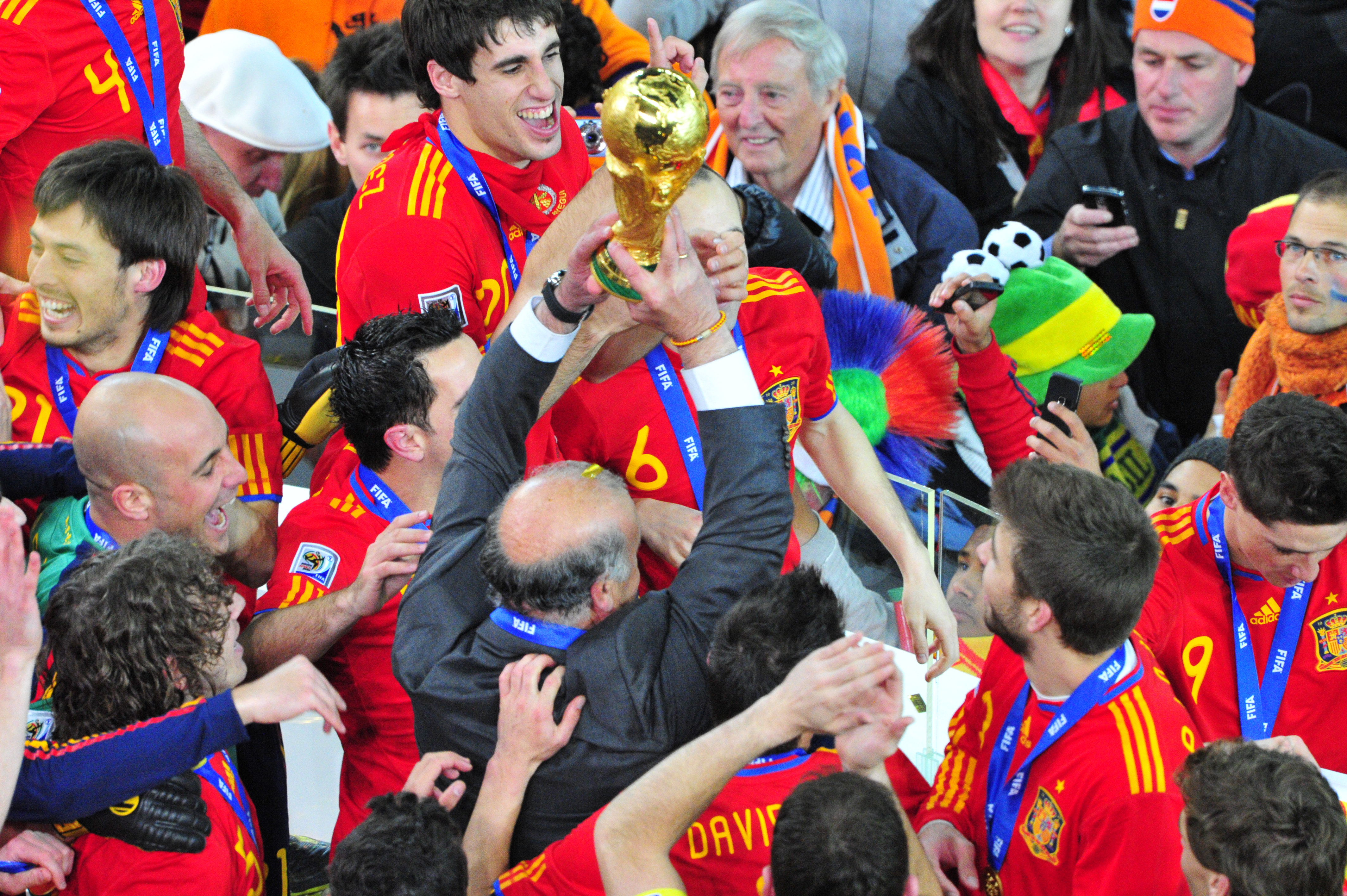
Tây Ban Nha giành chức vô địch World Cup 2010 ở Nam Phi.

| Năm       | Kết quả                    | St                         | T                          | H                          | B                          | Bt                         | Bb                         |               |
| --------- | -------------------------- | -------------------------- | -------------------------- | -------------------------- | -------------------------- | -------------------------- | -------------------------- | ------------- |
| 1930      | Không tham dự              | Không tham dự              | Không tham dự              | Không tham dự              | Không tham dự              | Không tham dự              | Không tham dự              |               |
| 1934      | Tứ kết                     | 3                          | 1                          | 1                          | 1                          | 4                          | 3                          |               |
| 1938      | Không tham dự vì nội chiến | Không tham dự vì nội chiến | Không tham dự vì nội chiến | Không tham dự vì nội chiến | Không tham dự vì nội chiến | Không tham dự vì nội chiến | Không tham dự vì nội chiến |               |
| 1950      | Hạng tư                    | 6                          | 3                          | 1                          | 2                          | 10                         | 12                         |               |
| 1954      | Không vượt qua vòng loại   | Không vượt qua vòng loại   | Không vượt qua vòng loại   | Không vượt qua vòng loại   | Không vượt qua vòng loại   | Không vượt qua vòng loại   | Không vượt qua vòng loại   |               |
| 1958      | Không vượt qua vòng loại   | Không vượt qua vòng loại   | Không vượt qua vòng loại   | Không vượt qua vòng loại   | Không vượt qua vòng loại   | Không vượt qua vòng loại   | Không vượt qua vòng loại   |               |
| 1962      | Vòng 1                     | 3                          | 1                          | 0                          | 2                          | 2                          | 3                          |               |
| 1966      | Vòng 1                     | 3                          | 1                          | 0                          | 2                          | 4                          | 5                          |               |
| 1970      | Không vượt qua vòng loại   | Không vượt qua vòng loại   | Không vượt qua vòng loại   | Không vượt qua vòng loại   | Không vượt qua vòng loại   | Không vượt qua vòng loại   | Không vượt qua vòng loại   |               |
| 1974      | Không vượt qua vòng loại   | Không vượt qua vòng loại   | Không vượt qua vòng loại   | Không vượt qua vòng loại   | Không vượt qua vòng loại   | Không vượt qua vòng loại   | Không vượt qua vòng loại   |               |
| 1978      | Vòng 1                     | 3                          | 1                          | 1                          | 1                          | 2                          | 2                          |               |
| 1982      | Vòng 2                     | 5                          | 1                          | 2                          | 2                          | 4                          | 5                          |               |
| 1986      | Tứ kết                     | 5                          | 3                          | 1                          | 1                          | 11                         | 4                          |               |
| 1990      | Vòng 2                     | 4                          | 2                          | 1                          | 1                          | 6                          | 4                          |               |
| 1994      | Tứ kết                     | 5                          | 2                          | 2                          | 1                          | 10                         | 6                          |               |
| 1998      | Vòng 1                     | 3                          | 1                          | 1                          | 1                          | 8                          | 4                          |               |
| 2002      | Tứ kết                     | 5                          | 3                          | 2                          | 0                          | 10                         | 5                          |               |
| 2006      | Vòng 2                     | 4                          | 3                          | 0                          | 1                          | 9                          | 4                          |               |
| 2010      | Vô địch                    | 7                          | 6                          | 0                          | 1                          | 8                          | 2                          |               |
| 2014      | Vòng 1                     | 3                          | 1                          | 0                          | 2                          | 4                          | 7                          |               |
| 2018      | Vòng 2                     | 4                          | 1                          | 3                          | 0                          | 7                          | 6                          |               |
| 2022      | Vòng 2                     | 4                          | 1                          | 2                          | 1                          | 9                          | 3                          |               |
| 2026      | Chưa xác định              | Chưa xác định              | Chưa xác định              | Chưa xác định              | Chưa xác định              | Chưa xác định              | Chưa xác định              | Chưa xác định |
| 2030      | Đồng chủ nhà               | Đồng chủ nhà               | Đồng chủ nhà               | Đồng chủ nhà               | Đồng chủ nhà               | Đồng chủ nhà               | Đồng chủ nhà               | Đồng chủ nhà  |
| 2034      | Chưa xác định              | Chưa xác định              | Chưa xác định              | Chưa xác định              | Chưa xác định              | Chưa xác định              | Chưa xác định              | Chưa xác định |
| Tổng cộng | 16/22 1 lần vô địch        | 67                         | 31                         | 17                         | 19                         | 108                        | 75                         |               |

### Giải vô địch bóng đá châu Âu

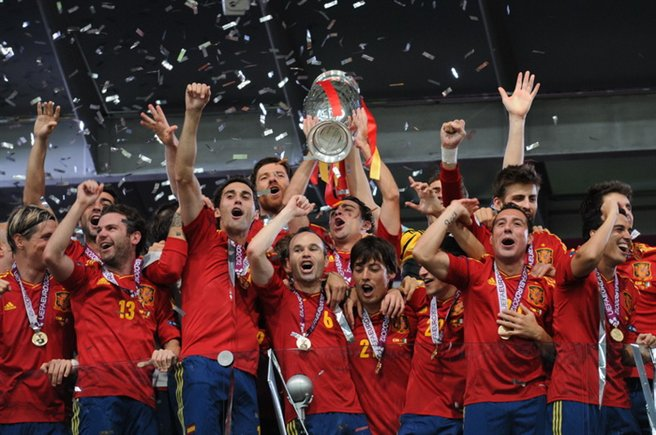
Các cầu thủ Tây Ban Nha ăn mừng chức vô địch Euro 2012

| Năm       | Kết quả                  | St                       | T                        | H                        | B                        | Bt                       | Bb                       |
| --------- | ------------------------ | ------------------------ | ------------------------ | ------------------------ | ------------------------ | ------------------------ | ------------------------ |
| 1960      | Bỏ cuộc ở vòng loại      | Bỏ cuộc ở vòng loại      | Bỏ cuộc ở vòng loại      | Bỏ cuộc ở vòng loại      | Bỏ cuộc ở vòng loại      | Bỏ cuộc ở vòng loại      | Bỏ cuộc ở vòng loại      |
| 1964      | Vô địch                  | 2                        | 2                        | 0                        | 0                        | 4                        | 2                        |
| 1968      | Không vượt qua vòng loại | Không vượt qua vòng loại | Không vượt qua vòng loại | Không vượt qua vòng loại | Không vượt qua vòng loại | Không vượt qua vòng loại | Không vượt qua vòng loại |
| 1972      | Không vượt qua vòng loại | Không vượt qua vòng loại | Không vượt qua vòng loại | Không vượt qua vòng loại | Không vượt qua vòng loại | Không vượt qua vòng loại | Không vượt qua vòng loại |
| 1976      | Không vượt qua vòng loại | Không vượt qua vòng loại | Không vượt qua vòng loại | Không vượt qua vòng loại | Không vượt qua vòng loại | Không vượt qua vòng loại | Không vượt qua vòng loại |
| 1980      | Vòng 1                   | 3                        | 0                        | 1                        | 2                        | 2                        | 4                        |
| 1984      | Á quân                   | 5                        | 1                        | 3                        | 1                        | 4                        | 5                        |
| 1988      | Vòng 1                   | 3                        | 1                        | 0                        | 2                        | 3                        | 5                        |
| 1992      | Không vượt qua vòng loại | Không vượt qua vòng loại | Không vượt qua vòng loại | Không vượt qua vòng loại | Không vượt qua vòng loại | Không vượt qua vòng loại | Không vượt qua vòng loại |
| 1996      | Tứ kết                   | 4                        | 1                        | 3                        | 0                        | 4                        | 3                        |
| 2000      | Tứ kết                   | 4                        | 2                        | 0                        | 2                        | 7                        | 7                        |
| 2004      | Vòng 1                   | 3                        | 1                        | 1                        | 1                        | 2                        | 2                        |
| 2008      | Vô địch                  | 6                        | 5                        | 1                        | 0                        | 12                       | 3                        |
| 2012      | Vô địch                  | 6                        | 4                        | 2                        | 0                        | 12                       | 1                        |
| 2016      | Vòng 2                   | 4                        | 2                        | 0                        | 2                        | 5                        | 4                        |
| 2020      | Bán kết                  | 6                        | 2                        | 4                        | 0                        | 13                       | 6                        |
| 2024      | Vô địch                  | 7                        | 7                        | 0                        | 0                        | 15                       | 4                        |
| 2028      | Chưa xác định            | Chưa xác định            | Chưa xác định            | Chưa xác định            | Chưa xác định            | Chưa xác định            | Chưa xác định            |
| 2032      | Chưa xác định            | Chưa xác định            | Chưa xác định            | Chưa xác định            | Chưa xác định            | Chưa xác định            | Chưa xác định            |
| Tổng cộng | 12/17 4 lần vô địch      | 53                       | 28                       | 15                       | 10                       | 83                       | 46                       |

### Cúp Liên đoàn các châu lục
| Năm       | Kết quả                   | St                        | T                         | H                         | B                         | Bt                        | Bb                        |
| --------- | ------------------------- | ------------------------- | ------------------------- | ------------------------- | ------------------------- | ------------------------- | ------------------------- |
| 1992      | Không giành quyền tham dự | Không giành quyền tham dự | Không giành quyền tham dự | Không giành quyền tham dự | Không giành quyền tham dự | Không giành quyền tham dự | Không giành quyền tham dự |
| 1995      | Không giành quyền tham dự | Không giành quyền tham dự | Không giành quyền tham dự | Không giành quyền tham dự | Không giành quyền tham dự | Không giành quyền tham dự | Không giành quyền tham dự |
| 1997      | Không giành quyền tham dự | Không giành quyền tham dự | Không giành quyền tham dự | Không giành quyền tham dự | Không giành quyền tham dự | Không giành quyền tham dự | Không giành quyền tham dự |
| 1999      | Không giành quyền tham dự | Không giành quyền tham dự | Không giành quyền tham dự | Không giành quyền tham dự | Không giành quyền tham dự | Không giành quyền tham dự | Không giành quyền tham dự |
| 2001      | Không giành quyền tham dự | Không giành quyền tham dự | Không giành quyền tham dự | Không giành quyền tham dự | Không giành quyền tham dự | Không giành quyền tham dự | Không giành quyền tham dự |
| 2003      | Không giành quyền tham dự | Không giành quyền tham dự | Không giành quyền tham dự | Không giành quyền tham dự | Không giành quyền tham dự | Không giành quyền tham dự | Không giành quyền tham dự |
| 2005      | Không giành quyền tham dự | Không giành quyền tham dự | Không giành quyền tham dự | Không giành quyền tham dự | Không giành quyền tham dự | Không giành quyền tham dự | Không giành quyền tham dự |
| 2009      | Hạng ba                   | 5                         | 4                         | 0                         | 1                         | 11                        | 4                         |
| 2013      | Á quân                    | 5                         | 3                         | 1                         | 1                         | 15                        | 4                         |
| 2017      | Không giành quyền tham dự | Không giành quyền tham dự | Không giành quyền tham dự | Không giành quyền tham dự | Không giành quyền tham dự | Không giành quyền tham dự | Không giành quyền tham dự |
| Tổng cộng | 2/10 1 lần á quân         | 10                        | 7                         | 1                         | 2                         | 26                        | 8                         |

### UEFA Nations League
| Mùa giải  | Hạng đấu  | Bảng      | Pld | W  | D | L | GF | GA | RK  |
| --------- | --------- | --------- | --- | -- | - | - | -- | -- | --- |
| 2018–19   | A         | 4         | 4   | 2  | 0 | 2 | 12 | 7  | 7th |
| 2020–21   | A         | 4         | 8   | 4  | 2 | 2 | 16 | 6  | 2nd |
| 2022–23   | A         | 2         | 8   | 4  | 3 | 1 | 10 | 6  | 1st |
| Tổng cộng | Tổng cộng | Tổng cộng | 20  | 10 | 5 | 5 | 38 | 19 | 1st |

### Thế vận hội
- (Nội dung thi đấu dành cho cấp đội tuyển quốc gia cho đến kỳ Đại hội năm 1988)

| Năm       | Kết quả                  | Thứ hạng                 | Pld                      | W                        | D                        | L                        | GF                       | GA                       |
| --------- | ------------------------ | ------------------------ | ------------------------ | ------------------------ | ------------------------ | ------------------------ | ------------------------ | ------------------------ |
| 1920      | Huy chương bạc           | 2nd                      | 5                        | 4                        | 0                        | 1                        | 9                        | 5                        |
| 1924      | Vòng 1                   | 17th                     | 1                        | 0                        | 0                        | 1                        | 0                        | 1                        |
| 1928      | Tứ kết                   | 6th                      | 3                        | 1                        | 1                        | 1                        | 9                        | 9                        |
| 1936      | Bỏ cuộc                  | Bỏ cuộc                  | Bỏ cuộc                  | Bỏ cuộc                  | Bỏ cuộc                  | Bỏ cuộc                  | Bỏ cuộc                  | Bỏ cuộc                  |
| 1948      | Không vượt qua vòng loại | Không vượt qua vòng loại | Không vượt qua vòng loại | Không vượt qua vòng loại | Không vượt qua vòng loại | Không vượt qua vòng loại | Không vượt qua vòng loại | Không vượt qua vòng loại |
| 1952      | Không vượt qua vòng loại | Không vượt qua vòng loại | Không vượt qua vòng loại | Không vượt qua vòng loại | Không vượt qua vòng loại | Không vượt qua vòng loại | Không vượt qua vòng loại | Không vượt qua vòng loại |
| 1956      | Không vượt qua vòng loại | Không vượt qua vòng loại | Không vượt qua vòng loại | Không vượt qua vòng loại | Không vượt qua vòng loại | Không vượt qua vòng loại | Không vượt qua vòng loại | Không vượt qua vòng loại |
| 1960      | Không vượt qua vòng loại | Không vượt qua vòng loại | Không vượt qua vòng loại | Không vượt qua vòng loại | Không vượt qua vòng loại | Không vượt qua vòng loại | Không vượt qua vòng loại | Không vượt qua vòng loại |
| 1964      | Không vượt qua vòng loại | Không vượt qua vòng loại | Không vượt qua vòng loại | Không vượt qua vòng loại | Không vượt qua vòng loại | Không vượt qua vòng loại | Không vượt qua vòng loại | Không vượt qua vòng loại |
| 1968      | Tứ kết                   | 5th                      | 4                        | 2                        | 1                        | 1                        | 4                        | 2                        |
| 1972      | Không vượt qua vòng loại | Không vượt qua vòng loại | Không vượt qua vòng loại | Không vượt qua vòng loại | Không vượt qua vòng loại | Không vượt qua vòng loại | Không vượt qua vòng loại | Không vượt qua vòng loại |
| 1976      | Vòng 1                   | 13th                     | 2                        | 0                        | 0                        | 2                        | 1                        | 3                        |
| 1980      | Vòng 1                   | 10th                     | 3                        | 0                        | 3                        | 0                        | 2                        | 2                        |
| 1984      | Không vượt qua vòng loại | Không vượt qua vòng loại | Không vượt qua vòng loại | Không vượt qua vòng loại | Không vượt qua vòng loại | Không vượt qua vòng loại | Không vượt qua vòng loại | Không vượt qua vòng loại |
| 1988      | Không vượt qua vòng loại | Không vượt qua vòng loại | Không vượt qua vòng loại | Không vượt qua vòng loại | Không vượt qua vòng loại | Không vượt qua vòng loại | Không vượt qua vòng loại | Không vượt qua vòng loại |
| Tổng cộng | 1 lần huy chương bạc     | 6/15                     | 18                       | 7                        | 5                        | 6                        | 25                       | 22                       |

## Danh hiệu và kỷ lục

### Danh hiệu vô địch:
- FIFA World Cup 
  - Vô địch (1): 2010
- UEFA European Championship 
  - Vô địch (4): 1964, 2008, 2012, 2024 (Kỷ lục)
  - Về nhì: 1984
- UEFA Nations League 
  - Vô địch (1): 2023
  - Về nhì: 2021
- FIFA Confederations Cup 
  - Về nhì: 2013
  - Thứ ba: 2009
- Olympic Games Football
  - Huy chương vàng : 1992, 2024
  - Huy chương bạc : 1920

### Giải thưởng tập thể:
- FIFA Fair Play Trophy
  - Thắng giải (4): 2006, 2010, 2013, 2018
- FIFA Team of the Year
  - Thắng giải (6): 2008, 2009, 2010, 2011, 2012, 2013
- Prince of Asturias Award for Sports
  - Thắng giải: 2010
- Laureus World Team of the Year
  - Thắng giải: 2011

### Đội bóng
Số trận bất bại liên tiếp35 trận (2007-2009) (bằng với  Brasil từ 1993-1996)
Số trận thắng liên tiếp (bao gồm cả giao hữu)15 trận (2008-2009)
Số trận bất bại liên tiếp ở các giải đấu chính thức của FIFA28 trận (2010-2013)
Số trận thắng nhiều nhất bởi 1 huấn luyện viên nước ngoài13 trận - Vicente del Bosque
Số điểm cao nhất ở vòng loại World Cup30/30 điểm World Cup 2010, vòng loại bảng 5
Đội vô địch World Cup để thủng lưới ít nhất2 bàn - World Cup 2010 (bằng với  Pháp, 1998 và  Ý, 2006)

### Cầu thủ
Số trận khoác áo nhiều nhất180- Sergio Ramos
Số bàn thắng nhiều nhất59 - David Villa
Số bàn thắng ghi được nhiều nhất trong 1 mùa giải13 - David Villa (2008-2009)
Số hattrick ghi được nhiều nhất3 - Fernando Torres và David Villa
Số trận ghi bàn liên tiếp6 - David Villa
Số bàn thắng ghi được nhiều nhất ở World Cup8 - David Villa
Số bàn thắng ghi được nhiều nhất ở một kỳ World Cup5 - Emilio Butragueño(1986) & David Villa(2010)
Số trận ghi bàn liên tiếp ở World Cup4 - David Villa(2010)
Số bàn thắng ghi được nhiều nhất ở Euro5 - Fernando Torres
Số bàn thắng ghi được nhiều nhất ở một kỳ Euro4 - David Villa
Số bàn thắng ghi được nhiều nhất ở Confed Cup8 - Fernando Torres
Số bàn thắng ghi được nhiều nhất ở một kỳ Confed Cup5 - Fernando Torres

### Danh sách cầu thủ khoác áo đội tuyển nhiều nhất

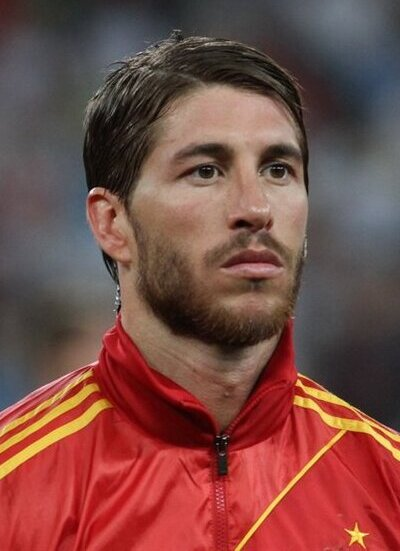
Sergio Ramos là cầu thủ khoác áo đội tuyển quốc gia nhiều nhất với 180 trận

Danh sách cầu thủ khoác áo đội tuyển nhiều nhất tính đến ngày 14 tháng 7 năm 2024:
Các cầu thủ in đậm vẫn đang thi đấu cho đội tuyển.
| # | Cầu thủ            | Thời gian khoác áo | Số trận | Bàn thắng |
| - | ------------------ | ------------------ | ------- | --------- |
| 1 | Sergio Ramos       | 2005–2021          | 180     | 23        |
| 2 | Iker Casillas      | 2000–2016          | 167     | 0         |
| 3 | Sergio Busquets    | 2009–2022          | 143     | 2         |
| 4 | Xavi Hernández     | 2000–2014          | 133     | 12        |
| 5 | Andrés Iniesta     | 2006–2018          | 131     | 14        |
| 6 | Andoni Zubizarreta | 1985–1998          | 126     | 0         |
| 7 | David Silva        | 2006–2018          | 125     | 35        |
| 8 | Xabi Alonso        | 2003–2014          | 114     | 16        |
| 9 | Fernando Torres    | 2003–2014          | 110     | 38        |
| 9 | Cesc Fàbregas      | 2006–2016          | 110     | 15        |

### Danh sách cầu thủ ghi bàn cho đội tuyển nhiều nhất

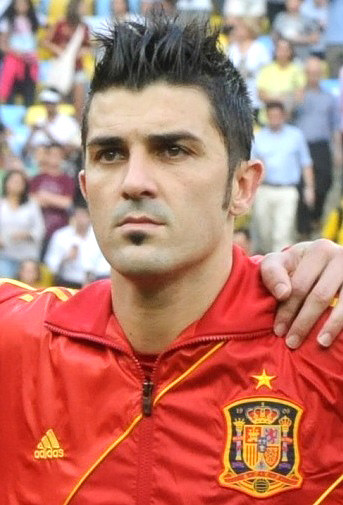
David Villa là cầu thủ ghi bàn cho đội tuyển nhiều nhất với 59 bàn.

Danh sách cầu thủ ghi bàn cho đội tuyển nhiều nhất tính đến ngày 14 tháng 7 năm 2024:
| # | Cầu thủ            | Thời gian khoác áo | Bàn thắng | Số trận | Hiệu suất |
| - | ------------------ | ------------------ | --------- | ------- | --------- |
| 1 | David Villa        | 2005–2014          | 59        | 98      | 0.61      |
| 2 | Raúl González      | 1996–2006          | 44        | 102     | 0.43      |
| 3 | Fernando Torres    | 2003–2014          | 38        | 110     | 0.35      |
| 4 | Álvaro Morata      | 2014–              | 36        | 80      | 0.45      |
| 5 | David Silva        | 2006–2018          | 35        | 125     | 0.25      |
| 6 | Fernando Hierro    | 1989–2002          | 29        | 89      | 0.33      |
| 7 | Fernando Morientes | 1998–2007          | 27        | 47      | 0.57      |
| 8 | Emilio Butragueño  | 1984–1992          | 26        | 69      | 0.38      |
| 9 | Alfredo Di Stéfano | 1957–1961          | 23        | 31      | 0.74      |
| 9 | Sergio Ramos       | 2005–2021          | 23        | 180     | 0.04      |

### Số lần ghi bàn trên chấm phạt đền
Tính đến ngày 14 tháng 6 năm 2015, có tất cả năm cầu thủ ghi từ 5 bàn thắng trở lên trên chấm phạt đền cho đội tuyển:
| Penalties | Player          |
| --------- | --------------- |
| 9         | Fernando Hierro |
| 9         | Míchel          |
| 7         | David Villa     |
| 6         | Xabi Alonso     |
| 5         | Fernando Torres |

## Huấn luyện viên
| Các huấn luyện viên trưởng đội tuyển Tây Ban Nha \| - 1920–1920: Francisco Bru - 1921–1922: Julián Ruete - 1921–1928: José Berraondo - 1921–1927: Manuel Castro González - 1922–1933: José María Mateos - 1922–1922: Salvador Díaz Iraola - 1923–1923: Luis Argüello Brage - 1923–1924: Pedro Parages - 1923–1924: José García Cernuda - 1924–1924: Luis Colina Alvarez - 1924–1924: José Rosich Rubiera - 1924–1924: Julián Olave Videa - 1925–1925: Fernando Gutiérrez Alzaga - 1925–1925: Ricardo Cabot Montalt - 1926–1927: Ezequiel Montero Román - 1934–1936: Amadeo García Salazar - 1941–1942: Eduardo Teus López - 1945–1945: Jacinto Quincoces - 1946–1946: Luis Casas Pasarín - 1947–1962: Pablo Hernández Coronado - 1948–1956: Guillermo Eizaguirre - 1951–1951: Félix Quesada - 1951–1951: Luis Iceta - 1951–1951: Paulino Alcántara - 1952–1952: Ricardo Zamora - 1952–1961: Pedro Escartín Morán - 1953–1954: Luis Iribarren Cavanilles - 1955–1955: José Luis del Valle \| - 1955–1955: Juan Touzón Jurjo - 1957–1959: Manuel Meana - 1959–1960: José Luis Costa - 1959–1960: José Luis Lasplazas - 1959–1960: Ramón Gabilondo - 1962–1966: José Villalonga - 1966–1968: Domingo Balmanya - 1968–1969: Eduardo Toba - 1969–1969: Luis Molowny - 1969–1969: Salvador Artigas - 1969–1969: Miguel Muñoz - 1969–1980: Ladislao Kubala - 1980–1982: José Santamaria - 1982–1988: Miguel Muñoz - 1988–1991: Luis Suárez - 1991–1992: Vicente Miera - 1992–1998: Javier Clemente - 1998–2002: José Antonio Camacho - 2002–2004: Iñaki Sáez - 2004–2008: Luis Aragonés - 2008–2016: Vicente del Bosque - 2016–2018: Julen Lopetegui - 2018: Fernando Hierro - 2018–2019: Luis Enrique - 2019: Robert Moreno - 2019–2022: Luis Enrique - 2022–nay: Luis de la Fuente \| | |
| - 1920–1920: Francisco Bru - 1921–1922: Julián Ruete - 1921–1928: José Berraondo - 1921–1927: Manuel Castro González - 1922–1933: José María Mateos - 1922–1922: Salvador Díaz Iraola - 1923–1923: Luis Argüello Brage - 1923–1924: Pedro Parages - 1923–1924: José García Cernuda - 1924–1924: Luis Colina Alvarez - 1924–1924: José Rosich Rubiera - 1924–1924: Julián Olave Videa - 1925–1925: Fernando Gutiérrez Alzaga - 1925–1925: Ricardo Cabot Montalt - 1926–1927: Ezequiel Montero Román - 1934–1936: Amadeo García Salazar - 1941–1942: Eduardo Teus López - 1945–1945: Jacinto Quincoces - 1946–1946: Luis Casas Pasarín - 1947–1962: Pablo Hernández Coronado - 1948–1956: Guillermo Eizaguirre - 1951–1951: Félix Quesada - 1951–1951: Luis Iceta - 1951–1951: Paulino Alcántara - 1952–1952: Ricardo Zamora - 1952–1961: Pedro Escartín Morán - 1953–1954: Luis Iribarren Cavanilles - 1955–1955: José Luis del Valle | - 1955–1955: Juan Touzón Jurjo - 1957–1959: Manuel Meana - 1959–1960: José Luis Costa - 1959–1960: José Luis Lasplazas - 1959–1960: Ramón Gabilondo - 1962–1966: José Villalonga - 1966–1968: Domingo Balmanya - 1968–1969: Eduardo Toba - 1969–1969: Luis Molowny - 1969–1969: Salvador Artigas - 1969–1969: Miguel Muñoz - 1969–1980: Ladislao Kubala - 1980–1982: José Santamaria - 1982–1988: Miguel Muñoz - 1988–1991: Luis Suárez - 1991–1992: Vicente Miera - 1992–1998: Javier Clemente - 1998–2002: José Antonio Camacho - 2002–2004: Iñaki Sáez - 2004–2008: Luis Aragonés - 2008–2016: Vicente del Bosque - 2016–2018: Julen Lopetegui - 2018: Fernando Hierro - 2018–2019: Luis Enrique - 2019: Robert Moreno - 2019–2022: Luis Enrique - 2022–nay: Luis de la Fuente |

## Kết quả và lịch thi đấu
Sau đây là danh sách kết quả các trận đấu trong 12 tháng qua, cùng các trận đấu đã được lên lịch trong tương lai.
Chú thích
      Thắng
      Hòa
      Thua
      Lịch thi đấu

### 2024
| 6 tháng 6 Giao hữu | Tây Ban Nha                                           | 5–0      | Andorra | Badajoz, Tây Ban Nha                                               |  |
| 03:30 UTC+7        | - Pérez 24' - Oyarzabal 53', 66', 73' - F. Torres 81' | Chi tiết |         | Sân vận động: Nuevo Vivero Trọng tài: Gustavo Correia (Bồ Đào Nha) |  |

| 9 tháng 6 Giao hữu | Tây Ban Nha                                              | 5–1 | Bắc Ireland  | Palma, Tây Ban Nha                                                |  |
| 03:30 UTC+7        | - Pedri 12', 29' - Morata 18' - Ruiz 35' - Oyarzabal 60' |     | - Ballard 2' | Sân vận động: Mallorca Son Moix Trọng tài: Bastien Dechepy (Pháp) |  |

| 15 tháng 6 UEFA Euro 2024 - Vòng bảng | Tây Ban Nha                                | 3–0      | Croatia | Berlin, Đức                                                                         |  |
| 23:00 UTC+7                           | - Morata 29' - Fabián 32' - Carvajal 45+2' | Chi tiết |         | Sân vận động: Olympiastadion Lượng khán giả: 68,844 Trọng tài: Michael Oliver (Anh) |  |

| 21 tháng 6 UEFA Euro 2024 - Vòng bảng | Tây Ban Nha          | 1–0      | Ý | Gelsenkirchen, Đức                                                                        |  |
| 02:00 UTC+7                           | Calafiori 55' (l.n.) | Chi tiết |   | Sân vận động: Arena AufSchalke Lượng khán giả: 49,528 Trọng tài: Slavko Vinčić (Slovenia) |  |

| 25 tháng 6 UEFA Euro 2024 - Vòng bảng | Albania | 0–1      | Tây Ban Nha     | Düsseldorf, Đức                                                                             |  |
| 02:00 UTC+7                           |         | Chi tiết | - F. Torres 13' | Sân vận động: Merkur Spiel-Arena Lượng khán giả: 46,586 Trọng tài: Glenn Nyberg (Thụy Điển) |  |

| 1 tháng 7 UEFA Euro 2024 - Vòng 16 đội | Tây Ban Nha                                        | 4–1      | Gruzia                  | Cologne, Đức                                                                          |  |
| 02:00 UTC+7                            | - Rodri 39' - Fabián 51' - Williams 75' - Olmo 83' | Chi tiết | - Le Normand 18' (l.n.) | Sân vận động: RheinEnergie Lượng khán giả: 42,233 Trọng tài: François Letexier (Pháp) |  |

| 5 tháng 7 UEFA Euro 2024 - Tứ kết | Tây Ban Nha              | 2–1 (s.h.p.) | Đức         | Stuttgart, Đức                                                                |  |
| 23:00 UTC+7                       | - Olmo 51' - Merino 119' | Chi tiết     | - Wirtz 89' | Sân vận động: MHPArena Lượng khán giả: 54,000 Trọng tài: Anthony Taylor (Anh) |  |

| 10 tháng 7 UEFA Euro 2024 - Bán kết | Tây Ban Nha            | 2–1      | Pháp            | Munich, Đức                                                                            |  |
| 02:00 UTC+7                         | - Yamal 21' - Olmo 25' | Chi tiết | - Kolo Muani 9' | Sân vận động: Allianz Arena Lượng khán giả: 62,042 Trọng tài: Slavko Vinčić (Slovenia) |  |

| 15 tháng 7 UEFA Euro 2024 - Chung kết | Tây Ban Nha                    | 2–1      | Anh          | Berlin, Đức                                                                             |  |
| 02:00 UTC+7                           | - Williams 47' - Oyarzabal 86' | Chi tiết | - Palmer 73' | Sân vận động: Olympic Berlin Lượng khán giả: 65,600 Trọng tài: François Letexier (Pháp) |  |

| 6 tháng 9 UEFA Nations League 2024–25 - Vòng bảng | Serbia | 0-0      | Tây Ban Nha | Belgrade, Serbia                                                                              |  |
| 01:45 UTC+7                                       |        | Chi tiết |             | Sân vận động: Sân vận động Sao Đỏ Lượng khán giả: 29,981 Trọng tài: Serdar Gözübüyük (Hà Lan) |  |

| 9 tháng 9 UEFA Nations League 2024–25 - Vòng bảng | Thụy Sĩ       | 1-4      | Tây Ban Nha                                   | Bern, Thụy Sĩ                                                                                             |  |
| 01:45 UTC+7                                       | - Amdouni 41' | Chi tiết | - Joselu 4' - Fabián 13', 77' - F. Torres 80' | Sân vận động: Sân vận động Wankdorf Lượng khán giả: 26,265 Trọng tài: Irfan Peljto (Bosna và Hercegovina) |  |

| 13 tháng 10 UEFA Nations League 2024–25 - Vòng bảng | Tây Ban Nha     | 1–0      | Đan Mạch | Murcia, Tây Ban Nha                                                                      |  |
| 01:45 UTC+7                                         | - Zubimendi 79' | Chi tiết |          | Sân vận động: Nueva Condomina Lượng khán giả: 29,870 Trọng tài: Ivan Kružliak (Slovakia) |  |

| 16 tháng 10 UEFA Nations League 2024–25 - Vòng bảng | Tây Ban Nha                           | 3–0      | Serbia | Córdoba, Tây Ban Nha                                              |  |
| 01:45 UTC+7                                         | - Laporte 5' - Morata 65' - Baena 77' | Chi tiết |        | Sân vận động: Nuevo Arcángel Trọng tài: Daniel Stefanski (Ba Lan) |  |

| 16 tháng 11 UEFA Nations League 2024–25 - Vòng bảng | Đan Mạch      | 1–2      | Tây Ban Nha                 | Copenhagen, Đan Mạch                                                             |  |
| 01:45 UTC+7                                         | - Isaksen 84' | Chi tiết | - Oyarzabal 15' - Pérez 58' | Sân vận động: Parken Lượng khán giả: 36,985 Trọng tài: Rade Obrenović (Slovenia) |  |

| 19 tháng 11 UEFA Nations League 2024–25 - Vòng bảng | Tây Ban Nha | 3–2      | Thụy Sĩ | Burgos, Tây Ban Nha                                                              |  |
| 01:45 UTC+7                                         |             | Chi tiết |         | Sân vận động: El Plantío Lượng khán giả: 21,204 Trọng tài: Bastian Dankert (Đức) |  |

### 2025
| 21 tháng 3 UEFA Nations League 2024–25 - Tứ kết | Hà Lan                      | 2–2      | Tây Ban Nha                  | Rotterdam, Hà Lan                                                                |  |
| 01:45 UTC+7                                     | - Gakpo 28' - Reijnders 46' | Chi tiết | - Williams 9' - Merino 90+3' | Sân vận động: De Kuip Lượng khán giả: 42,003 Trọng tài: Glenn Nyberg (Thụy Điển) |  |

| 24 tháng 3 UEFA Nations League 2024–25 - Tứ kết    | Tây Ban Nha                              | 3–3 (s.h.p.) (TTS 5–5) (5–4 p)                            | Hà Lan                                                  | Valencia, Tây Ban Nha                                                          |  |
| 01:45 UTC+7                                        | - Oyarzabal 8' (ph.đ.), 67' - Yamal 103' | Chi tiết                                                  | - Depay 54' (ph.đ.) - Maatsen 79' - Simons 109' (ph.đ.) | Sân vận động: Mestalla Lượng khán giả: 48,082 Trọng tài: Clément Turpin (Pháp) |  |
|                                                    |                                          | Loạt sút luân lưu                                         |                                                         |                                                                                |  |
| - Merino - Torres - García - Yamal - Baena - Pedri |                                          | - Van Dijk - Koopmeiners - Simons - Lang - Taylor - Malen |                                                         |                                                                                |  |

| 6 tháng 6 UEFA Nations League 2024–25 - Bán kết | Tây Ban Nha                                                      | 5–4      | Pháp                                                                     | Stuttgart, Đức                                                                |  |
| 01:45 UTC+7                                     | - Williams 22' - Merino 25' - Yamal 54' (ph.đ.), 67' - Pedri 55' | Chi tiết | - Mbappé 59' (ph.đ.) - Cherki 79' - Vivian 84' (l.n.) - Kolo Muani 90+3' | Sân vận động: MHPArena Lượng khán giả: 51,724 Trọng tài: Michael Oliver (Anh) |  |

| 9 tháng 6 UEFA Nations League 2024–25 - Chung kết | Bồ Đào Nha | v        | Tây Ban Nha | Munich, Đức                                                     |  |
| 01:45 UTC+7                                       |            | Chi tiết |             | Sân vận động: Allianz Arena Trọng tài: Sandro Schärer (Thụy Sĩ) |  |

| 5 tháng 9 Vòng loại FIFA World Cup 2026 | Bulgaria | v        | Tây Ban Nha | Sofia, Bulgaria                     |  |
| 02:45 UTC+7                             |          | Chi tiết |             | Sân vận động: Quốc gia Vasil Levski |  |

| 8 tháng 9 Vòng loại FIFA World Cup 2026 | Thổ Nhĩ Kỳ | v        | Tây Ban Nha | Konya, Thổ Nhĩ Kì                             |  |
| 01:45 UTC+7                             |            | Chi tiết |             | Sân vận động: Konya Metropolitan Municipality |  |

| 12 tháng 10 Vòng loại FIFA World Cup 2026 | Tây Ban Nha | v        | Gruzia | Barcelona, Tây Ban Nha |  |
| 01:45 UTC+7                               |             | Chi tiết |        | Sân vận động: RCDE     |  |

| 15 tháng 10 Vòng loại FIFA World Cup 2026 | Tây Ban Nha | v        | Bulgaria | Vigo, Tây Ban Nha      |  |
| 01:45 UTC+7                               |             | Chi tiết |          | Sân vận động: Balaídos |  |

| 16 tháng 11 Vòng loại FIFA World Cup 2026 | Gruzia | v        | Tây Ban Nha | Batumi, Gruzia                |  |
| 00:00 UTC+7                               |        | Chi tiết |             | Sân vận động: Adjarabet Arena |  |

| 19 tháng 11 Vòng loại FIFA World Cup 2026 | Tây Ban Nha | v        | Thổ Nhĩ Kỳ | Albacete, Tây Ban Nha         |  |
| 01:45 UTC+7                               |             | Chi tiết |            | Sân vận động: Carlos Belmonte |  |

### 2026
| tháng 3 Finalissima 2026 | Argentina | v | Tây Ban Nha | CXĐ               |  |
| --:--                    |           |   |             | Sân vận động: CXĐ |  |

## Đội hình

### Đội hình hiện tại
Các cầu thủ sau đây đã được triệu tập cho cá trận đấu thuộc khuôn khổ Vòng chung kết UEFA Nations League 2025.
Số lần ra sân và số bàn thắng cập nhật ngày ngày 06 tháng 06 năm 2025, sau trận đấu với  Pháp.
| Số | VT | Cầu thủ                    | Ngày sinh (tuổi)  | Trận | Bàn | Câu lạc bộ          |
| -- | -- | -------------------------- | ----------------- | ---- | --- | ------------------- |
| 1  | TM | David Raya                 | 15 tháng 9, 1995  | 11   | 0   | Arsenal             |
| 13 | TM | Álex Remiro                | 24 tháng 3, 1995  | 2    | 0   | Real Sociedad       |
| 23 | TM | Unai Simón                 | 11 tháng 6, 1997  | 49   | 0   | Athletic Bilbao     |
|    |    |                            |                   |      |     |                     |
| 2  | HV | Pedro Porro                | 13 tháng 9, 1999  | 9    | 0   | Tottenham Hotspur   |
| 3  | HV | Robin Le Normand           | 11 tháng 11, 1996 | 22   | 1   | Atlético Madrid     |
| 4  | HV | Pau Cubarsí                | 22 tháng 1, 2007  | 6    | 0   | Barcelona           |
| 5  | HV | Dani Vivian                | 5 tháng 7, 1999   | 9    | 0   | Athletic Bilbao     |
| 12 | HV | Dean Huijsen               | 14 tháng 4, 2005  | 3    | 0   | Real Madrid         |
| 14 | HV | Óscar Mingueza             | 13 tháng 5, 1999  | 3    | 0   | Celta Vigo          |
| 17 | HV | Álex Grimaldo              | 20 tháng 9, 1995  | 10   | 0   | Bayer Leverkusen    |
| 24 | HV | Marc Cucurella             | 22 tháng 7, 1998  | 16   | 0   | Chelsea             |
|    |    |                            |                   |      |     |                     |
| 6  | TV | Mikel Merino               | 22 tháng 6, 1996  | 34   | 4   | Arsenal             |
| 8  | TV | Fabián Ruiz                | 3 tháng 4, 1996   | 38   | 6   | Paris Saint-Germain |
| 9  | TV | Gavi                       | 5 tháng 8, 2004   | 28   | 5   | Barcelona           |
| 10 | TV | Dani Olmo                  | 7 tháng 5, 1998   | 44   | 11  | Barcelona           |
| 16 | TV | Álex Baena                 | 20 tháng 7, 2001  | 9    | 2   | Villarreal          |
| 18 | TV | Martín Zubimendi           | 2 tháng 2, 1999   | 18   | 1   | Real Sociedad       |
| 20 | TV | Pedri                      | 25 tháng 11, 2002 | 33   | 3   | Barcelona           |
| 22 | TV | Isco                       | 21 tháng 4, 1992  | 38   | 12  | Real Betis          |
| 25 | TV | Fermín López               | 11 tháng 5, 2003  | 2    | 0   | Barcelona           |
|    |    |                            |                   |      |     |                     |
| 7  | TĐ | Álvaro Morata (đội trưởng) | 23 tháng 10, 1992 | 85   | 37  | Galatasaray         |
| 11 | TĐ | Nico Williams              | 12 tháng 7, 2002  | 27   | 6   | Athletic Bilbao     |
| 15 | TĐ | Yeremy Pino                | 20 tháng 10, 2002 | 14   | 3   | Villarreal          |
| 19 | TĐ | Lamine Yamal               | 13 tháng 7, 2007  | 20   | 6   | Barcelona           |
| 21 | TĐ | Mikel Oyarzabal            | 21 tháng 4, 1997  | 44   | 15  | Real Sociedad       |
| 26 | TĐ | Samu Aghehowa              | 5 tháng 5, 2004   | 2    | 0   | Porto               |

### Triệu tập gần đây
Những cầu thủ sau đây cũng đã được triệu tập vào đội hình trong 12 tháng qua.
| Vt | Cầu thủ         | Ngày sinh (tuổi)  | Số trận | Bt | Câu lạc bộ       | Lần cuối triệu tập                    |
| --- | --------------- | ----------------- | ------- | -- | ---------------- | ------------------------------------- |
| TM | Robert Sánchez  | 18 tháng 11, 1997 | 3       | 0  | Chelsea          | v. Thụy Sĩ, 18 tháng 11 năm 2024      |
| |                 |                   |         |    |                  |                                       |
| HV | Raúl Asencio    | 13 tháng 2, 2003  | 0       | 0  | Real Madrid      | v. Hà Lan, 23 tháng 3 năm 2025        |
| HV | Iñigo Martínez  | 17 tháng 5, 1991  | 21      | 1  | Barcelona        | v. Hà Lan, 20 tháng 3 năm 2025 INJ    |
| HV | Aymeric Laporte | 27 tháng 5, 1994  | 40      | 2  | Al-Nassr         | v. Thụy Sĩ, 18 tháng 11 năm 2024      |
| HV | Aitor Paredes   | 29 tháng 4, 2000  | 1       | 0  | Athletic Bilbao  | v. Thụy Sĩ, 18 tháng 11 năm 2024      |
| HV | Pau Torres      | 16 tháng 1, 1997  | 24      | 1  | Aston Villa      | v. Đan Mạch, 15 tháng 11 năm 2024 INJ |
| HV | Dani Carvajal   | 11 tháng 1, 1992  | 51      | 1  | Real Madrid      | v. Đan Mạch, 12 tháng 10 năm 2024 INJ |
| |                 |                   |         |    |                  |                                       |
| TV | Aleix García    | 28 tháng 6, 1997  | 5       | 0  | Bayer Leverkusen | v. Hà Lan, 23 tháng 3 năm 2025        |
| TV | Marc Casadó     | 14 tháng 9, 2003  | 2       | 0  | Barcelona        | v. Hà Lan, 20 tháng 3 năm 2025 INJ    |
| TV | Pablo Barrios   | 15 tháng 6, 2003  | 1       | 0  | Atlético Madrid  | v. Thụy Sĩ, 18 tháng 11 năm 2024      |
| TV | Rodri           | 22 tháng 6, 1996  | 57      | 4  | Manchester City  | v. Thụy Sĩ, 8 tháng 9 năm 2024 INJ    |
| TV | Pepelu          | 11 tháng 8, 1998  | 0       | 0  | Valencia         | v. Thụy Sĩ, 8 tháng 9 năm 2024        |
| |                 |                   |         |    |                  |                                       |
| TĐ | Ferran Torres   | 29 tháng 2, 2000  | 49      | 21 | Barcelona        | v. Hà Lan, 20 tháng 3 năm 2025 INJ    |
| TĐ | Ayoze Pérez     | 29 tháng 7, 1993  | 5       | 2  | Villarreal       | v. Hà Lan, 20 tháng 3 năm 2025 INJ    |
| TĐ | Bryan Zaragoza  | 9 tháng 9, 2001   | 3       | 1  | Osasuna          | v. Hà Lan, 20 tháng 3 năm 2025 INJ    |
| TĐ | Bryan Gil       | 11 tháng 2, 2001  | 5       | 1  | Girona           | v. Thụy Sĩ, 18 tháng 11 năm 2024      |
| TĐ | Joselu          | 27 tháng 3, 1990  | 17      | 6  | Al-Gharafa       | v. Serbia, 15 tháng 10 năm 2024       |
| COV Rút khỏi đội do bị cách ly hoặc bị lây nhiễm COVID-19 INJ Rút lui do chấn thương PRE Đội hình sơ bộ RET Chia tay đội tuyển quốc gia SUS Treo giò |                 |                   |         |    |                  |                                       |